# IBSF-Skeleton-Ranking
Das IBSF-Skeleton-Ranking (bis 2015 FIBT-Skeleton-Ranking) ist eine von der International Bobsleigh & Skeleton Federation (IBSF) (bis 2015 Fédération Internationale de Bobsleigh et de Tobogganing, FIBT) erstellte Art Weltrangliste im Skeletonsport. Seit der Saison 2007/08 wird in jeder Saison ein Ranking erstellt, getrennt für Frauen und Männer. Nach dem Ranking werden die Nationen-Quotenplätze für die folgende Saison verteilt.

## Punktevergabe
In die Wertung gehen alle Ergebnisse aus den vier offiziellen Rennserien Weltcup (WC), Intercontinentalcup (ICC), Europacup (EC) und Nordamerikacup (NAC; bis einschließlich 2011/12 America’s Cup, AC) der IBSF im Skeleton sowie die Ergebnisse der Weltmeisterschaften (WM) und Juniorenweltmeisterschaften (JWM) ein. Der Weltcup bringt die meisten Wertungspunkte ein, so dass die im Weltcup dominierenden Athleten zumeist auch das Ranking anführen. Im EC und NAC werden bei weniger als acht Teilnehmern weniger Punkte vergeben. Die Mindestteilnehmerzahl zur Wertung eines Rennens beträgt dabei jedoch sechs Athleten aus mindestens drei Nationen.
| Platz   | 1   | 2   | 3   | 4   | 5   | 6   | 7   | 8   | 9   | 10  | 11  | 12  | 13  | 14  | 15  | 16 | 17 | 18 | 19 | 20 | 21 | 22 | 23 | 24 | 25 | 26 | 27 | 28 | 29 | 30 |
| WC/WM   | 225 | 210 | 200 | 192 | 184 | 176 | 168 | 160 | 152 | 144 | 136 | 128 | 120 | 112 | 104 | 96 | 88 | 80 | 74 | 68 | 62 | 56 | 50 | 45 | 40 | 36 | 32 | 28 | 24 | 20 |
| ICC/JWM | 120 | 110 | 102 | 96  | 92  | 88  | 84  | 80  | 76  | 72  | 68  | 64  | 60  | 56  | 52  | 48 | 44 | 40 | 37 | 34 | 31 | 28 | 25 | 22 | 20 | 18 | 16 | 14 | 12 | 10 |
| EC/NAC  | 75  | 65  | 55  | 50  | 45  | 40  | 38  | 36  | 34  | 32  | 30  | 28  | 26  | 24  | 22  | 20 | 18 | 16 | 14 | 12 | 10 | 9  | 8  | 7  | 6  | 5  | 4  | 3  | 2  | 1  |
| EC/NAC  | 50  | 38  | 28  | 20  | 13  | 8   | 5   | 0   | 0   | 0   | 0   | 0   | 0   | 0   | 0   | 0  | 0  | 0  | 0  | 0  | 0  | 0  | 0  | 0  | 0  | 0  | 0  | 0  | 0  | 0  |

## Nationen-Quotenplätze
Die Vergabe der Quotenplätze für die einzelnen Rennserien erfolgt anhand des IBSF-Rankings der Vorsaison. Stand 2015 werden folgende Startplätze vergeben:
- Im Weltcup erhalten bei den Männern Nationen mit 3 Athleten unter den 30 Bestplatzierten 3 Startplätze, Nationen mit 2 Athleten unter den 50 Bestplatzierten 2 Startplätze und Nationen mit 1 Athlet unter den 60 Bestplatzierten 1 Startplatz. Bei den Frauen dürfen Nationen mit 3 Athletinnen unter den 25 Bestplatzierten 3 Starterinnen entsenden, Nationen mit 2 Athletinnen unter den 35 Bestplatzierten 2 Starterinnen und Nationen mit 1 Athletin unter den 45 Bestplatzierten 1 Starterin.
- Im Intercontinentalcup dürfen bei den Männern aus Nationen mit 3 Athleten unter den 60 Bestplatzierten 3 Starter teilnehmen, aus Nationen mit 2 Athleten unter den 75 Bestplatzierten 2 Starter und aus allen anderen Nationen 1 Athlet. Bei den Frauen erhalten Nationen mit 3 Athletinnen unter den 45 Bestplatzierten 3 Startplätze, Nationen mit 2 Athletinnen unter den 60 Bestplatzierten 2 Startplätze und alle anderen Nationen 1 Startplatz.
- Im Europacup und Nordamerikacup wird zwischen Nationen aus Europa und Afrika sowie Nationen aus Amerika, Asien und Ozeanien unterschieden. Im Europacup erhalten bei den Männern die 6 besten und bei den Frauen die vier besten Nationen aus Europa und Afrika vier Startplätze. Alle anderen Nationen aus Europa und Afrika dürfen mit maximal drei Starter teilnehmen, alle Nationen aus Amerika, Asien und Ozeanien mit maximal zwei. Für den Nordamerikacup gilt umgekehrt, dass die besten sechs bzw. vier Nationen aus Amerika, Asien und Ozeanien vier Startplätze haben und alle anderen Verbände aus diesen Regionen maximal drei Starter entsenden können. Alle Nationen aus Europa und Afrika können mit maximal zwei Athleten am Nordamerikacup teilnehmen. Zudem gilt, dass Athleten aus den besten 15 des aktuellen IBSF-Rankings nur teilnehmen dürfen, wenn ihr Verband seine Quotenplätze für den Weltcup voll ausgeschöpft hat.
- Bei der Weltmeisterschaft wird nicht das Ranking der Vorsaison, sondern das aktuelle Ranking berücksichtigt. Die Aufteilung der Quoten entspricht sonst der für den Weltcup – mit der Ausnahme, dass auch alle Nationen einen Startplatz erhalten, die keinen Athleten unter den bestplatzierten 60 Sportlern bzw. 45 Sportlerinnen stellen.

## Frauen

### Gesamtsiegerinnen
| Saison  | 1. Platz                                                                | 2. Platz                                                                | 3. Platz                                                                |
| ------- | ----------------------------------------------------------------------- | ----------------------------------------------------------------------- | ----------------------------------------------------------------------- |
| 2007/08 | Katie Uhlaender                                                         | Michelle Kelly                                                          | Mellisa Hollingsworth-Richards                                          |
| 2008/09 | Marion Trott                                                            | Shelley Rudman                                                          | Katie Uhlaender                                                         |
| 2009/10 | Mellisa Hollingsworth                                                   | Shelley Rudman                                                          | Kerstin Szymkowiak                                                      |
| 2010/11 | Anja Huber                                                              | Shelley Rudman                                                          | Marion Thees                                                            |
| 2011/12 | Shelley Rudman                                                          | Mellisa Hollingsworth                                                   | Anja Huber                                                              |
| 2012/13 | Marion Thees                                                            | Katie Uhlaender                                                         | Noelle Pikus-Pace                                                       |
| 2013/14 | Elizabeth Yarnold                                                       | Noelle Pikus-Pace                                                       | Shelley Rudman                                                          |
| 2014/15 | Elizabeth Yarnold                                                       | Janine Flock                                                            | Tina Hermann                                                            |
| 2015/16 | Tina Hermann                                                            | Jacqueline Lölling                                                      | Marina Gilardoni                                                        |
| 2016/17 | Jacqueline Lölling                                                      | Tina Hermann                                                            | Mirela Rahneva                                                          |
| 2017/18 | Jacqueline Lölling                                                      | Tina Hermann                                                            | Elisabeth Vathje                                                        |
| 2018/19 | Jelena Nikitina                                                         | Tina Hermann                                                            | Jacqueline Lölling                                                      |
| 2019/20 | Jacqueline Lölling                                                      | Tina Hermann                                                            | Janine Flock                                                            |
| 2020/21 | Aufgrund der Corona-Pandemie wurde kein IBSF-Skeleton-Ranking erstellt. | Aufgrund der Corona-Pandemie wurde kein IBSF-Skeleton-Ranking erstellt. | Aufgrund der Corona-Pandemie wurde kein IBSF-Skeleton-Ranking erstellt. |
| 2021/22 | Kimberley Bos                                                           | Janine Flock                                                            | Jelena Nikitina                                                         |
| 2022/23 | Tina Hermann                                                            | Kimberley Bos                                                           | Susanne Kreher                                                          |

### Statistik
| Rang | Athletin              | Land                   | 1. Platz | 2. Platz | 3. Platz | Gesamt |
| ---- | --------------------- | ---------------------- | -------- | -------- | -------- | ------ |
| 01   | Jacqueline Lölling    | Deutschland            | 3        | 1        | 1        | 5      |
| 02   | Tina Hermann          | Deutschland            | 2        | 4        | 1        | 7      |
| 03   | Marion Thees          | Deutschland            | 2        | –        | 1        | 3      |
| 04   | Elizabeth Yarnold     | Vereinigtes Königreich | 2        | –        | –        | 2      |
| 05   | Shelley Rudman        | Vereinigtes Königreich | 1        | 3        | 1        | 5      |
| 06   | Mellisa Hollingsworth | Kanada                 | 1        | 1        | 1        | 3      |
| 06   | Katie Uhlaender       | Vereinigte Staaten     | 1        | 1        | 1        | 3      |
| 08   | Kimberley Bos         | Niederlande            | 1        | 1        | –        | 2      |
| 09   | Anja Huber            | Deutschland            | 1        | –        | 1        | 2      |
| 09   | Jelena Nikitina       | Russland               | 1        | –        | 1        | 2      |
| 11   | Janine Flock          | Österreich             | –        | 2        | 1        | 3      |
| 12   | Noelle Pikus-Pace     | Vereinigte Staaten     | –        | 1        | 1        | 2      |
| 13   | Michelle Kelly        | Kanada                 | –        | 1        | –        | 1      |
| 14   | Marina Gilardoni      | Schweiz                | –        | –        | 1        | 1      |
| 14   | Mirela Rahneva        | Kanada                 | –        | –        | 1        | 1      |
| 14   | Kerstin Szymkowiak    | Deutschland            | –        | –        | 1        | 1      |
| 14   | Elisabeth Vathje      | Kanada                 | –        | –        | 1        | 1      |
| 14   | Susanne Kreher        | Deutschland            | –        | –        | 1        | 1      |

### Nationen
| Rang | Land                   | Athletinnen | 1. Platz | 2. Platz | 3. Platz | Gesamt |
| ---- | ---------------------- | ----------- | -------- | -------- | -------- | ------ |
| 1    | Deutschland            | 6           | 8        | 5        | 2        | 15     |
| 2    | Vereinigtes Königreich | 2           | 3        | 3        | 1        | 07     |
| 3    | Kanada                 | 4           | 1        | 2        | 3        | 06     |
| 4    | Vereinigte Staaten     | 2           | 1        | 2        | 2        | 05     |
| 5    | Niederlande            | 1           | 1        | 1        | –        | 02     |
| 6    | Russland               | 1           | 1        | –        | 1        | 02     |
| 7    | Österreich             | 1           | –        | 2        | 1        | 03     |
| 8    | Schweiz                | 1           | –        | –        | 1        | 01     |

## Männer

### Gesamtsieger
| Saison  | 1. Platz                                                                | 2. Platz                                                                | 3. Platz                                                                |
| ------- | ----------------------------------------------------------------------- | ----------------------------------------------------------------------- | ----------------------------------------------------------------------- |
| 2007/08 | Kristan Bromley                                                         | Jon Montgomery                                                          | Zach Lund                                                               |
| 2008/09 | Alexander Tretjakow                                                     | Florian Grassl                                                          | Frank Rommel                                                            |
| 2009/10 | Martins Dukurs                                                          | Frank Rommel                                                            | Sandro Stielicke                                                        |
| 2010/11 | Martins Dukurs                                                          | Alexander Tretjakow                                                     | Sandro Stielicke                                                        |
| 2011/12 | Martins Dukurs                                                          | Frank Rommel                                                            | Tomass Dukurs                                                           |
| 2012/13 | Martins Dukurs                                                          | Alexander Tretjakow                                                     | Tomass Dukurs                                                           |
| 2013/14 | Martins Dukurs                                                          | Tomass Dukurs                                                           | Matthew Antoine                                                         |
| 2014/15 | Martins Dukurs                                                          | Tomass Dukurs                                                           | Alexander Tretjakow                                                     |
| 2015/16 | Martins Dukurs                                                          | Yun Sung-bin                                                            | Tomass Dukurs                                                           |
| 2016/17 | Martins Dukurs                                                          | Alexander Tretjakow                                                     | Yun Sung-bin                                                            |
| 2017/18 | Yun Sung-bin                                                            | Axel Jungk                                                              | Tomass Dukurs                                                           |
| 2018/19 | Alexander Tretjakow                                                     | Yun Sung-bin                                                            | Martins Dukurs                                                          |
| 2019/20 | Martins Dukurs                                                          | Alexander Tretjakow                                                     | Yun Sung-bin                                                            |
| 2020/21 | Aufgrund der Corona-Pandemie wurde kein IBSF-Skeleton-Ranking erstellt. | Aufgrund der Corona-Pandemie wurde kein IBSF-Skeleton-Ranking erstellt. | Aufgrund der Corona-Pandemie wurde kein IBSF-Skeleton-Ranking erstellt. |
| 2021/22 | Martins Dukurs                                                          | Axel Jungk                                                              | Christopher Grotheer                                                    |
| 2022/23 | Matt Weston                                                             | Christopher Grotheer                                                    | Marcus Wyatt                                                            |

### Statistik
| Rang | Athletin             | Land                   | 1. Platz | 2. Platz | 3. Platz | Gesamt |
| ---- | -------------------- | ---------------------- | -------- | -------- | -------- | ------ |
| 01   | Martins Dukurs       | Lettland               | 10       | –        | 1        | 11     |
| 02   | Alexander Tretjakow  | Russland               | 2        | 4        | 1        | 07     |
| 03   | Yun Sung-bin         | Südkorea               | 1        | 2        | 2        | 05     |
| 04   | Kristan Bromley      | Vereinigtes Königreich | 1        | –        | –        | 01     |
| 04   | Matt Weston          | Vereinigtes Königreich | 1        | –        | –        | 01     |
| 05   | Tomass Dukurs        | Lettland               | –        | 2        | 4        | 06     |
| 06   | Frank Rommel         | Deutschland            | –        | 2        | 1        | 03     |
| 07   | Axel Jungk           | Deutschland            | –        | 2        | –        | 02     |
| 08   | Christopher Grotheer | Deutschland            | –        | 1        | 1        | 02     |
| 09   | Florian Grassl       | Deutschland            | –        | 1        | –        | 01     |
| 09   | Jon Montgomery       | Kanada                 | –        | 1        | –        | 01     |
| 11   | Sandro Stielicke     | Deutschland            | –        | –        | 2        | 02     |
| 12   | Matthew Antoine      | Vereinigte Staaten     | –        | –        | 1        | 01     |
| 12   | Zach Lund            | Vereinigte Staaten     | –        | –        | 1        | 01     |
| 12   | Marcus Wyatt         | Vereinigtes Königreich | –        | –        | 1        | 01     |

### Nationen
| Rang | Land                   | Athleten | 1. Platz | 2. Platz | 3. Platz | Gesamt |
| ---- | ---------------------- | -------- | -------- | -------- | -------- | ------ |
| 1    | Lettland               | 2        | 10       | 2        | 5        | 17     |
| 2    | Russland               | 1        | 2        | 4        | 1        | 07     |
| 3    | Vereinigtes Königreich | 3        | 2        | –        | 1        | 03     |
| 4    | Südkorea               | 1        | 1        | 2        | 2        | 05     |
| 5    | Deutschland            | 5        | –        | 6        | 4        | 10     |
| 6    | Kanada                 | 1        | –        | 1        | –        | 01     |
| 7    | Vereinigte Staaten     | 2        | –        | –        | 2        | 02     |